# Audrey Leuba
Audrey Leuba, née en 1965 à Neuchâtel, est une juriste et avocate suisse.
Professeure de droit civil à l'Université de Neuchâtel, puis à l'Université de Genève, elle est successivement doyenne de la Faculté de droit de cette dernière à partir de 2022 et rectrice de l'université à partir du 1er avril 2024. Elle est la première femme à accéder à ce dernier poste.

## Biographie

### Origines et famille
Audrey Leuba naît en 1965 à Neuchâtel. Elle est originaire du Val-de-Travers, dans le même canton.
Elle est mariée et mère d'un enfant.

### Études et parcours professionnel
Audrey Leuba accomplit ses études de droit à l'Université de Neuchâtel. Elle y obtient une licence en 1988. En 1991, elle réussit l'examen du brevet d'avocat. Elle décroche en 1992 un LL.M. à l'université Harvard et passe l'examen du barreau de New York en 1994.
En 1997, le titre de docteure en droit lui est décerné pour sa thèse intitulée La répartition traditionnelle des tâches entre les conjoints, au regard du principe de l'égalité entre homme et femme, pour laquelle elle reçoit également le Prix Walther Hug.
Par la suite, elle est nommée professeure à l'Université de Neuchâtel, où elle enseigne le droit civil, notamment le droit de la famille, entre 2000 et 2006, avant de rejoindre l'Université de Genève en qualité de professeure ordinaire. Entre 2019 et 2022, elle est directrice du département de droit civil puis est nommée doyenne de la faculté de droit.
En parallèle à ses activités académiques, Audrey Leuba exerce comme avocate auprès de l'Étude internationale CMS.

### Élection au rectorat
Le 22 novembre 2023, Audrey Leuba est désignée rectrice par l'Assemblée de l'Université,, par 40 voix sur 45, décision validée le 28 novembre par le Conseil d'État.  Elle succède ainsi à  Yves Flückiger. Le  programme de la nouvelle rectrice, intitulé « Repenser le vivre ensemble », met l'accent sur les aspects sociaux et écologiques et vise notamment, en créant un véritable campus, à rétablir des liens forts au sein de l'université à la suite de la pandémie de COVID-19.
Audrey Leuba entre en fonction le 1er avril 2024. Elle est la première femme à y accéder.

## Polémique
Dès 2024 elle est fortement contestée par une partie du corps étudiant de l'université pour ses positions pro-israeliennes. Selon la Coordination étudiante pour la Palestine (CEP), elle s'illustre notamment en interdisant plusieurs manifestations et autres expositions sur la situation en Palestine. Régulièrement, ajoute la CEP, elle cherche à faire l'amalgame entre antisionisme et antisémitisme et tient des positions ambiguës au sujet des massacres perpétués à Gaza qu'elle juge moins grave que le fait que la communauté israélienne de Genève se sente offusquée. Sa position se fragilise et la contestation augmente lorsqu'un collectif étudiant réalise que son mari participe au commerce de guerre avec l'Etat hébreu. Dans les colonnes du journal La Tribune de Genève, la rectrice rétorque que «les institutions d’enseignement ont un devoir de neutralité, elles n’ont pas à avoir de positionnement politique. Elles doivent favoriser les débats et la diversité des points de vue.» C'est précisément dans ce contexte qu'elle interdit, selon les étudiants, une exposition sur Gaza au sein de son université en avril 2025, se mettant ainsi à dos une très importante part des étudiants. Dans la réalité, le Rectorat de l’Université demande aux exposants de déplacer dans un endroit moins accessible au public une partie de l’exposition où un amalgame direct est fait entre les crimes du nazisme et la conduite de la guerre à Gaza par le gouvernement israélien. La rectrice s’est opposée à l’interdiction pure et simple de l’exposition, malgré la demande dans ce sens du secrétaire général de la Cicad (Coordination intercommunautaire contre l'antisémitisme et la diffamation).